# Dacus solomonensis
Dacus solomonensis är en tvåvingeart som beskrevs av Malloch 1939. Dacus solomonensis ingår i släktet Dacus och familjen borrflugor. Inga underarter finns listade i Catalogue of Life.